# محمدهاشم وکیل
محمدهاشم وکیل از سیاستمداران ایرانی بود، که در دوره‌  هجدهم،  نوزدهم بعنوان نماینده سنندج در مجلس شورای ملی حضور داشت.